# 개성 최씨
개성 최씨(開城崔氏)는 개성시를 본관으로 하는 한국의 성씨이다. 시조 최우달(崔佑達)은 신라의 대상(大相)이었으며, 그의 아들 최응(崔凝)은 고려 태조를 도와 고려 건국에 힘썼다.

## 참고 자료
- “개성최씨(開城崔氏)”. 뿌리를 찾아서.[깨진 링크(과거 내용 찾기)]